# Trappola stratigrafica
Per trappola sedimentaria o trappola stratigrafica si intende una particolare assetto geologico che, per la combinazione delle sue caratteristiche geometriche e della stratigrafia delle serie sedimentarie che la costituiscono, è in grado di trattenere, intrappolandoli idrocarburi liquidi (petrolio) o gassosi (metano). La trappola sedimentaria non va confusa con la trappola per sedimenti, ch'è invece uno strumento di misurazione usato in oceanografia. 

## Descrizione
Gli idrocarburi, si generano entro una roccia ricca di materia organica (detta roccia madre) in seguito ad aumenti di pressione e temperatura. Se esiste la possibilità di spostamento degli idrocarburi, questi possono migrare entro rocce porose e permeabili dette rocce serbatoio. 
Quando la roccia serbatoio è ricoperta da altre rocce impermeabili (es. argilla), che impediscono l'ulteriore spostamento degli idrocarburi, si forma una trappola sedimentaria. In caso contrario, gli idrocarburi, specialmente se gassosi, tendono a muoversi verso l'alto disperdendosi alla fine nell'atmosfera se gassosi, o decadendo per attività batterica ed ossidazione nel caso di idrocarburi liquidi.
A differenza delle trappole strutturali, una trappola sedimentaria non richiede una particolare disposizione strutturale degli strati rocciosi, ma richiede l'esistenza di rocce impermeabili che chiudano lateralmente e superiormente dei livelli porosi che fungono da reservoir. L'esplorazione e lo sfruttamento di giacimenti contenuti entro trappole stratigrafiche cronologicamente inizio' posteriormente rispetto a quelli presenti in trappole strutturali.  Questo avvenne per la ragione che l'individuazione delle trappole stratigrafiche risulta più complessa, non essendo di aiuto l'assetto geometrico delle rocce e necessita quindi di una adeguata conoscenza della sequenza stratigrafica locale.
Tipicamente queste trappole si hanno entro sequenze sedimentarie detritiche con variazioni laterali di facies, quali si possono rinvenire in deposti costieri collegati a trasgressioni marine, in ambiente eolico ove le sabbie delle dune sono ricoperte da depositi argillosi siltosi di piana alluvionale. Altri casi tipici sono dati da reservoir costituiti da calcari di scogliera corallina annegati in sedimenti argillosi.